# Hardangerfjord
Der Hardangerfjord (norwegisch Hardangerfjorden) ist ein etwa 190 Kilometer langer und bis zu 893 Meter tiefer Fjord an der südwestlichen Atlantikküste Norwegens im Fylke Vestland. Er ist somit der zweitlängste und zweittiefste Fjord an der norwegischen Küste.

## Geographie

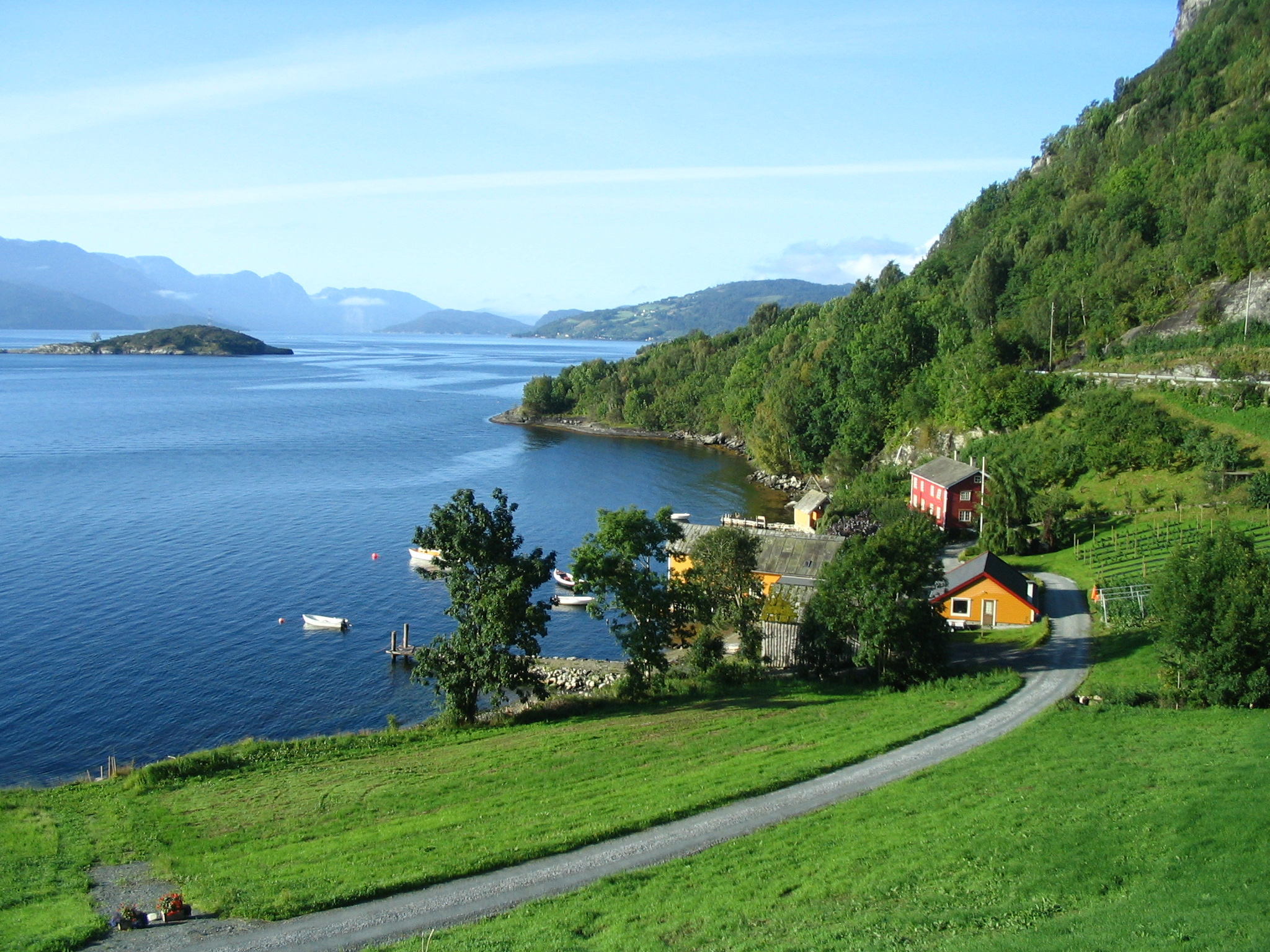
Der Hardangerfjord bei Bergstø

Der westliche, dem Atlantik zugewandte Teil des Fjordes, wird Bømlafjord genannt. Einige größere Inseln wie Stord, Bømlo und Tysnesøy liegen in diesem Teil. Der Fjord verläuft grob gesehen von Südwesten nach Nordosten. Im Fjord befinden sich zwei größere Inseln, Halsnøy und Varaldsøy; daneben gibt es mehrere kleinere Inseln wie Kvamsøy. Die tiefste Stelle des Fjordes ist 893 Meter tief und befindet sich auf Höhe des Ortes Norheimsund – etwa auf halber Strecke des Fjordes vom Meer zum Landesinneren. Im Landesinneren teilt sich der Hardangerfjord weiter auf in die kleineren Fjorde Eidfjord und Sørfjord. Ein weiterer Fjordarm ist der nach Norden führende Fyksesund.
Die Region rund um den Hardangerfjord wird auch als Hardanger bezeichnet. Gemeinden entlang des Hardangerfjords sind auf der Nordseite Bømlo, Stord, Kvam, Voss und Ulvik und auf der Südseite Eidfjord, Ullensvang, Kvinnherad und Sveio.

## Geschichte
2022 wurde auf dem Hardangerfjord unweit von Rosendal eine der größten begehbaren schwimmenden Kunstinstallationen der Welt eröffnet, das Salmon Eye.